# KAN
Je dušikovo gnojilo za dognojevanje rastlin med vegatacijo.